# Satz von Howe-Moore
In der Mathematik der Satz von Howe-Moore ein Lehrsatz der Darstellungstheorie mit Anwendungen in der Ergodentheorie.
Er besagt, dass für jede unitäre Darstellung einer einfachen Lie-Gruppe alle Matrixkoeffizienten {\displaystyle c_{v,w}} im Unendlichen verschwinden, also {\displaystyle c_{v,w}\in C_{0}(G)} gilt.
Eine Folgerung, die ebenfalls als Satz von Howe-Moore bezeichnet wird, ist, dass die Wirkung einer einfachen Lie-Gruppe auf einem Wahrscheinlichkeitsraum stark mischend und insbesondere ergodisch ist. Eine typische Anwendung betrifft die Wirkung einer nicht-kompakten abgeschlossenen Untergruppe {\displaystyle H\subset G} auf dem Orbitraum {\displaystyle \Gamma \backslash G} eines Gitters {\displaystyle \Gamma \subset G}, die also stark mischend und ergodisch ist. Für {\displaystyle G=PSL(2,\mathbb {R} ),H=\left\{\left({\begin{array}{cc}e^{t}&0\\0&e^{-t}\end{array}}\right)\right\}} erhält man so die Ergodizität des geodätischen Flusses auf hyperbolischen Flächen endlichen Flächeninhalts.